# 센티넬원
센티넬원(SentinelOne)은 미국 캘리포니아주 마운틴뷰에 본사를 둔 뉴욕증권거래소 상장된 사이버 보안 기업이다. 정확한 악성코드를 탐지하기 위해 휴리스틱 모델, 특히 특허 받은 행동 AI를 활용한다.
2021년 2월, SentinelOne은 클라우드 규모 데이터 분석 플랫폼 Scalyr를 현금 및 주식으로 1억 5,500만 달러에 인수했다고 발표했다. 2022년 3월에는 신원 탐지 및 대응 기술 기업인 Attivo Networks를 6억 1,650만 달러의 현금과 주식으로 인수한다고 발표했다.
국내 150여 기업이 사용하고 있는 차세대 안티바이러스 솔루션이며, 가장 큰 특징으로는 악성코드로 영향을 받은 시스템을 복원하는 기술을 포함하고 있다.
에스케어는 센티넬원의 총판으로써 제품공급, 원격관제, 컨설팅을 종합적으로 제공하고 있다.